# Grupo de figuras para una escena de banquete
Grupo de figuras para una escena de banquete es un dibujo hecho con tiza negra y realces de tiza blanca sobre un trozo irregular de papel tintado de azul, atribuido a Giovanni Battista Pittoni (Venecia, 1687-1767). Es propiedad del Museo de Arte del Condado de Los Ángeles.